# Greg Joseph
Greg Joseph (* 4. August 1994 in Johannesburg) ist ein aus Südafrika stammender American-Football-Spieler. Er spielt auf der Position des Kickers in der National Football League (NFL). Joseph steht derzeit bei den New York Jets unter Vertrag.

## Leben
Greg Joseph zog mit seinen Eltern in die Vereinigten Staaten, als er sieben Jahre alt war. Die Familie ließ sich in Boca Raton (Florida) nieder. Später besuchte er die American Heritage School in Delray Beach.

## Sportliche Laufbahn
Nachdem er an der American Heritage School nur ein Jahr lang Football gespielt hatte, schloss er sich nach seinem Wechsel zur Florida Atlantic University deren College-Football-Team an, in dem er in seinem Freshman-Jahr als Redshirt fungierte. Danach spielte er vier Jahre lang durchgängig für die Florida Atlantic Owls und stellte in seinem letzten Jahr dort einen Rekord als Spieler mit den meisten Field Goals der Teamgeschichte auf.
Nachdem Joseph im NFL Draft 2018 nicht berücksichtigt worden war, verpflichteten ihn die Miami Dolphins. Vor Beginn der NFL-Saison 2018 verwandelte er in allen Vorbereitungsspielen seine Versuche in Field Goals, hatte aber letztlich bei der Besetzung des endgültigen Kaders das Nachsehen gegenüber Jason Sanders.
Nach dem zweiten Saisonspieltag wurde Joseph von den Cleveland Browns unter Vertrag genommen. Diese hatten sich zuvor von ihrem Kicker Zane Gonzalez getrennt, der bei der 18:21-Niederlage bei der New Orleans Saints insgesamt vier Versuche für Zusatzpunkte oder Field Goals vergeben hatte.
In seinem ersten Spiel gegen die New York Jets am 20. September 2018 erzielte Joseph zwei Field Goals. Damit hatte er Anteil am 21:17-Sieg der Browns, die zuvor 21 Monate lang kein NFL-Spiel mehr gewonnen hatten.
In der folgenden Saison wurde Joseph im Zuge der finalen Kaderverkleinerung auf 53 Spieler entlassen und wenig später, am 25. November 2019, für das Practice Squad der Carolina Panthers verpflichtet. Am 18. Dezember 2019 ersetzte er den verletzten Ryan Succop als Kicker bei den Tennessee Titans.
Am 3. September 2020 wurde Joseph von den Titans kurz vor Beginn der Regular Season entlassen und durch Stephen Gostkowski ersetzt. Die Tampa Bay Buccaneers nahmen Joseph kurz darauf in ihren Practice Squad auf. In Tampa war er als Ersatz für Ryan Succop vorgesehen, falls dieser wegen der COVID-19-Bestimmungen ausgefallen wäre. Zur Saison 2021 nahmen die Minnesota Vikings Joseph unter Vertrag, nachdem ihr Kicker Dan Bailey in der Vorsaison durchwachsene Leistungen gezeigt hatte. Am zweiten Spieltag setzte Joseph mit dem Auslaufen der Zeit einen Field-Goal-Versuch aus 37 Yards rechts neben die Stangen, wodurch die Vikings mit 33:34 gegen die Arizona Cardinals verloren. In drei Jahren für die Vikings war er bei 83 von 101 Field-Goal-Versuchen erfolgreich. In der Saison 2022 stellte er mit einem Field Goal aus 61 Yards zum 27:24-Sieg gegen die New York Giants einen Franchiserekord bei den Vikings auf.
Im März 2024 schloss Joseph sich den Green Bay Packers an. Dort konkurrierte er in der Saisonvorbereitung mit Anders Carlson, der 2023 Kicker der Packers war. Aufgrund wenig überzeugender Leistungen wurden jedoch beide vor Saisonbeginn entlassen. Vor dem 2. Spieltag nahmen die Detroit Lions Joseph unter Vertrag. Wenige Tage später verpflichteten die New York Giants Joseph nach einer Verletzung ihres etatmäßigen Kickers Graham Gano für ihren aktiven Kader. Nachdem Kicker Greg Zuerlein sich verletzt hatte und sein Ersatz Anders Carlson durch Fehlschüsse zur 9:19-Niederlage gegen die Los Angeles Rams beigetragen hatte, nahmen die New York Jets Joseph am 24. Dezember 2024 für ihren Practice Squad unter Vertrag.